# Phalloceros uai
Espèce
Phalloceros uai est une espèce de poissons du genre Phalloceros et de la famille des Poeciliidae.